# 原田一美
原田 一美（はらだ かずみ、1926年8月24日 - 2016年3月1日  ）は、日本の児童文学作家。日本児童文学者協会会員。徳島ペンクラブ理事。徳島県吉野川市出身。

## 経歴
徳島師範学校本科卒業後、県内の小学校・中学校で教員を務めたほか、徳島市教育委員会・徳島県教育委員会などで勤務、1987年3月、徳島市立富田小学校校長を最後に退職。
1961年に出版された『ホタルの歌』は第1回学研児童文学賞ノンフィクション部門を受賞、全国学校図書館協議会課題図書にも選定された。その後、『出会いがあって』で第1回石森延男児童文学賞を受賞。

## 著書
- 『へき地における児童の言語活動不振の実態に関する国語学的基礎研究 へき地児童の対話の実態とその対策』原田一美、1968年3月。
- 『ホタルの歌』学習研究社〈動物の記録 1〉、1971年5月。ISBN 978-4050035267。
  - 『ホタルの歌』学習研究社〈てのり文庫 B17〉、1988年9月。ISBN 978-4051029081。
  - 『ホタルの歌』学習研究社〈てのり文庫図書館版 1〉、1996年2月。ISBN 978-4052006913。
  - 『ホタルの歌』（新版）未知谷、2008年1月。ISBN 978-4896422108。
- 『ドイツさん物語』偕成社、1974年12月。
  - 『ドイツさん』未知谷、2005年5月。ISBN 978-4896421262。
- 『咲けポットマム 新しい農業をめざす一青年の夢と情熱の記録』偕成社〈少年少女ドキュメンタリー 15〉、1975年5月。
- 石森延男児童文学奨励賞編集委員会 編「出会いがあって」『教師の創作童話 石森延男児童文学奨励賞受賞作』中統教育図書、1980年5月。
  - 扶川茂 編「出会いがあって」『徳島』ぎょうせい〈ふるさと文学館 第42巻〉、1995年1月。ISBN 978-4324038093。
- 『風雲祖谷のかずら橋』国土社〈現代の文学 7〉、1985年10月。ISBN 978-4337205079。
- 『大統領のメダル』国土社〈現代の文学 18〉、1987年9月。ISBN 978-4337205185。
- 『赤紙がやってきた』国土社〈現代の文学 21〉、1988年8月。ISBN 978-4337205215。
- 『十六地蔵物語 戦争で犠牲になった子どもたち』文研出版〈文研じゅべにーる〉、1988年12月。ISBN 978-4580804623。
- 『嵐の中に咲いた花 青い目の人形アリスちゃん』教育出版センター、1991年7月。
  - 『青い目の人形 海を渡った親善人形と戦争の物語』未知谷、2009年5月。ISBN 978-4896422672。
- 『モラエスと小坊さん』徳島日本ポルトガル友好450周年記念行事実行委員会、1993年7月。
  - 『モラエスと小坊さん』（改訂版）徳島日本ポルトガル協会、2013年6月。
- 『虎先生がやってきた』PHP研究所〈PHP創作シリーズ〉、1996年5月。ISBN 978-4569589947。
- 『青春の墓標』徳島県教育印刷〈教育印刷の本〉、1999年7月。
- 『おかしいやんか』未知谷、2005年1月。ISBN 978-4896421194。